# Mastrinka
Mastrinka (italsky Santa Croce) je vesnice a přímořské letovisko v Chorvatsku v Splitsko-dalmatské župě, spadající pod opčinu města Trogir. Vznikla v roce 2001 poté, co se odtrhnula od vesnice Arbanija. Nachází se na severu ostrova Čiovo, asi 2 km jihovýchodně od Trogiru. V roce 2011 zde trvale žilo 947 obyvatel. Název "Mastrinka" je odvozen od stejného chorvatského výrazu pro planý olivovník.
Dopravu ve vesnici zajišťuje především silnice D126, která ji propojuje s letoviskem Arbanija a městem Trogir. Dalšími sousedními sídly jsou Okrug Gornji (letovisko a centrum ostrova) a Žedno (jediná vnitrozemská vesnice na Čiovu).